# Marcipa mariaeclarae
Marcipa mariaeclarae är en fjärilsart som beskrevs av Jean Pelletier 1975. Marcipa mariaeclarae ingår i släktet Marcipa och familjen nattflyn. Inga underarter finns listade i Catalogue of Life.